# Tilloclytus conradti
Tilloclytus conradti là một loài bọ cánh cứng trong họ Cerambycidae.